# John Logie Baird
John Logie Baird, född 14 augusti 1888 i Helensburgh, Dunbartonshire, död 14 juni 1946 i Bexhill-on-Sea, East Sussex, var en brittisk (skotsk) uppfinnare som ofta ges äran av att ha uppfunnit televisionen. Tekniken innehöll mycket mekanik och ersattes senare av elektroniska lösningar. 

## Biografi
Han föddes i Helensburgh i Skottland, och studerade bland annat vid Scotland Technical College och University of Glasgow. Studierna avbröts av första världskriget och han tog aldrig någon examen. 
Baird lyckades 1925 visa rörliga bilder av en buktalares docka. Året därpå sändes de första bilderna offentligt på varuhuset Selfridges i London. 
1927 sände Baird en signal via telefonlinje mellan London och Glasgow. Han startade Baird Television Development Company Ltd, som 1928 lyckades sända den första transatlantiska TV-signalen från London till Hartsdale, New York. Bolaget producerade senare det första programmet för BBC. Baird lyckades också sända direkt från Epsom-derbyt 1931.
BBC använde Bairds teknik mellan 1929 och 1937, då den ersattes av en teknik beskriven av A.A. Campbell-Swinton och senare utvecklad av Philo Farnsworth och Vladimir Zworykin.
Bairds otaliga utvecklingar inkluderar en enkel videoutrustning, som han kallade Phonovision, bestående av en 78-varvs skiva med 30 linjer videosignal. Han arbetade också med fiberoptik, infrarött ljus, radar och olika radiosystem. Arbetet med radar är omdiskuterat eftersom knappast något kommit till allmänhetens kännedom då den engelska regeringen troligen stödde annan forskning vid den tiden. Baird ansökte 1926 om patent för "en anordning som visar reflekterade radiovågor".
Baird demonstrerade 1928 den första sändningen av färg-TV. 1932 visades den första sändningen i ultrakortvåg, UKV. 1941 demonstrerade han ett TV-system med 600 linjer och han visade storbilds-TV i London, Berlin, Paris och Stockholm.
Baird avled 1946 i Bexhill-on-Sea i Sussex, efter ett slaganfall.